# Non c'è posto per i vigliacchi
Non c'è posto per i vigliacchi (First to Fight) è un film del 1967 diretto da Christian Nyby.
Il soggetto è liberamente ispirato alla storia del sergente dei marines John "Manila" Basilone, che in seguito tornò in azione e morì a Iwo Jima.
Nel film, con protagonista Chad Everett, compare anche Gene Hackman in una delle sue prime apparizioni in carriera.

## Trama
Nel 1942, un gruppo di Marines americani viene attaccato dai giapponesi nella giungla di Guadalcanal. Il sergente Jack Conell è l'unico sopravvissuto della squadra. Tornato in linea riceve una promozione a tenente e la medaglia d'onore dal tenente colonnello Baseman.
Rimandato in patria per un tour di beneficenza, Connell è riluttante a fare leva sul suo eroismo e non si considera un eroe, ma solo un sopravvissuto. Quando torna a casa si innamora di Peggy Sandford, che sposerà. Il fidanzato di lei era morto in prima linea e Peggy fa promettere a Connell che non tornerà in guerra. Per un certo periodo, addestra le nuove reclute alla base dei Marines di Camp Pendleton, ma è emotivamente affranto perché si considerara un fannullone, quindi tratta duramente i suoi allievi nella convinzione che debbano essere temprati per la battaglia.
Dopo un confronto con il tenente colonnello Baseman, che teme per lui e per il suo stato mentale, a Connell viene offerta la possibilità di tornare al fronte. Anche se Peggy, che ora è incinta e teme per lui, lo libera dalla sua promessa, Connell trova difficile tornare a essere il guerriero di un tempo. Dopo essere rimasto bloccato in un combattimento, assume il comando della sua unità e la guida con successo in un'incursione contro una roccaforte dell'isola giapponese.